# أولاد امبارك (العبابدة)
أولاد امبارك هو دُوَّار يقع بجماعة مولاي عبد الله، إقليم الجديدة، جهة الدار البيضاء سطات في المملكة المغربية. ينتمي الدوّار لمشيخة العبابدة التي تضم 12 دوار. يقدر عدد سكانه بـ 477 نسمة حسب الإحصاء الرسمي للسكان والسكنى لسنة 2004.

## روابط خارجية
- البوابة الوطنية للجماعات الترابية
- المندوبية السامية للتخطيط